# Araneus popaco
Araneus popaco är en spindelart som beskrevs av Levi 1991. Araneus popaco ingår i släktet Araneus och familjen hjulspindlar. Inga underarter finns listade i Catalogue of Life.